# Santa Maria de Panissars

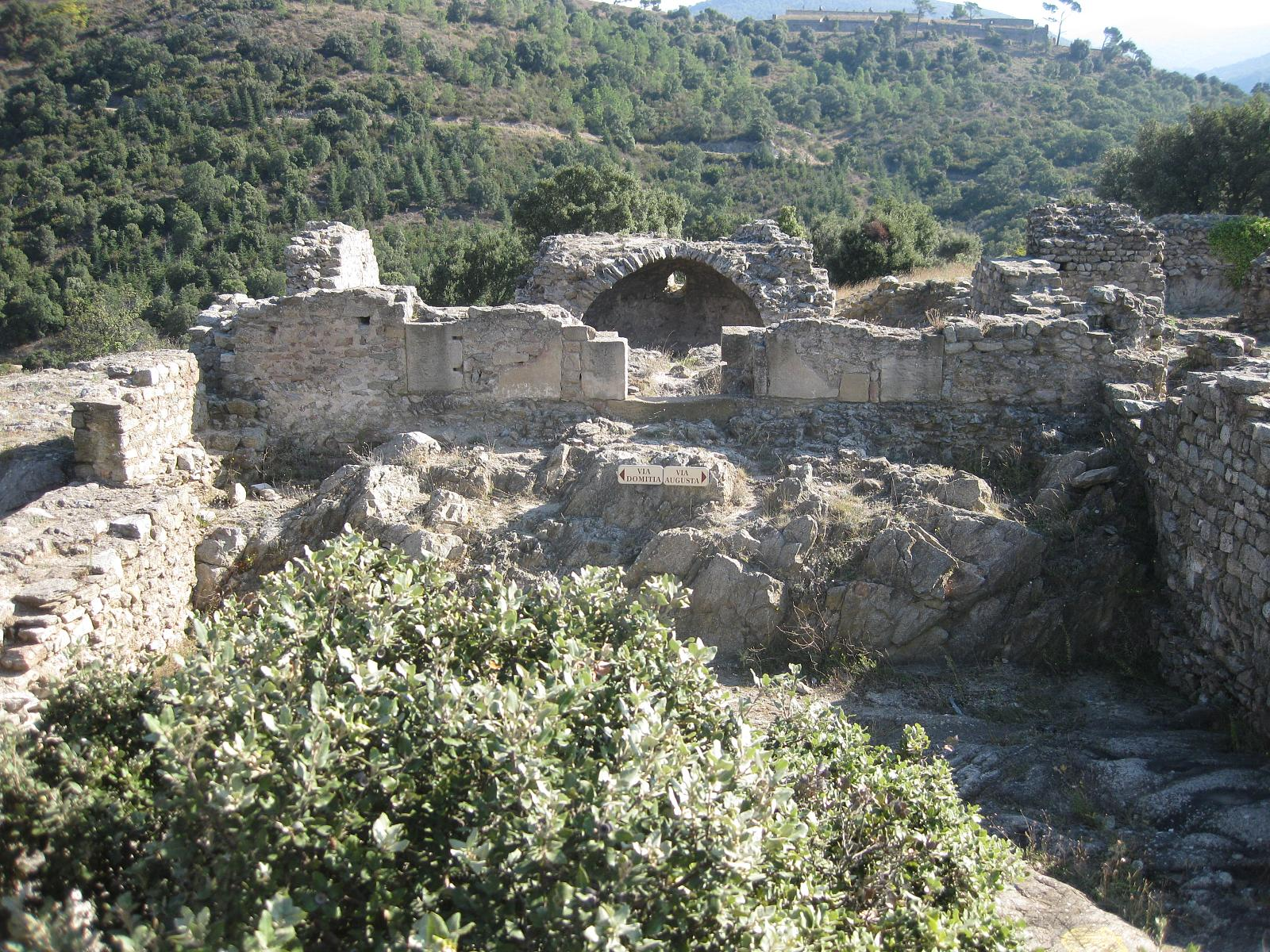
L'església de Santa Maria de Panissars

Santa Maria de Panissars és una antic monestir a cavall del municipi altempordanès de la Jonquera i de la comuna vallespirenca del Pertús. Com que està a la frontera és un monument que forma part de l'Inventari del Patrimoni Arquitectònic de Catalunya i també de França. En aquest lloc hi ha la fita frontera número 567 de forma piramidal, que domina les ruïnes arqueològiques.
Les restes del priorat són a l'extrem meridional del terme del Pertús, al costat nord-oest del Coll de Panissars i a ponent del Castell de Bellaguarda. S'hi arriba pel mateix camí que mena a aquest castell, del qual deriva cap a ponent una pista que mena al coll i a les ruïnes. Al costat de ponent d'aquests ruïnes hi ha vestigis de parets, d'hàbitats medievals, del Vilatge de Panissars.

## Descripció
Les ruïnes del monestir de Santa Maria de Panissars són a la mateixa ratlla fronterera, al Coll de Panissars. Les úniques estructures que resten dempeus són unes quantes parets i l'absis de l'església. L'absis amb planta semicircular, manté la volta de quart d'esfera. Conserva part dels muntants de l'arc triomfal. Queda, així mateix, una finestra. A l'absis hi ha restes de pintura, i s'hi aprecien colors blancs, vermells i grocs. Pels voltants de l'església resten quatre trossos de mur, d'un metre d'alçària; en alguns s'hi veu alguna filada en opus spicatum. L'aparell és de pedres sense escairar que en alguns punts adopten formes inclinades en opus spicatum.

## Història

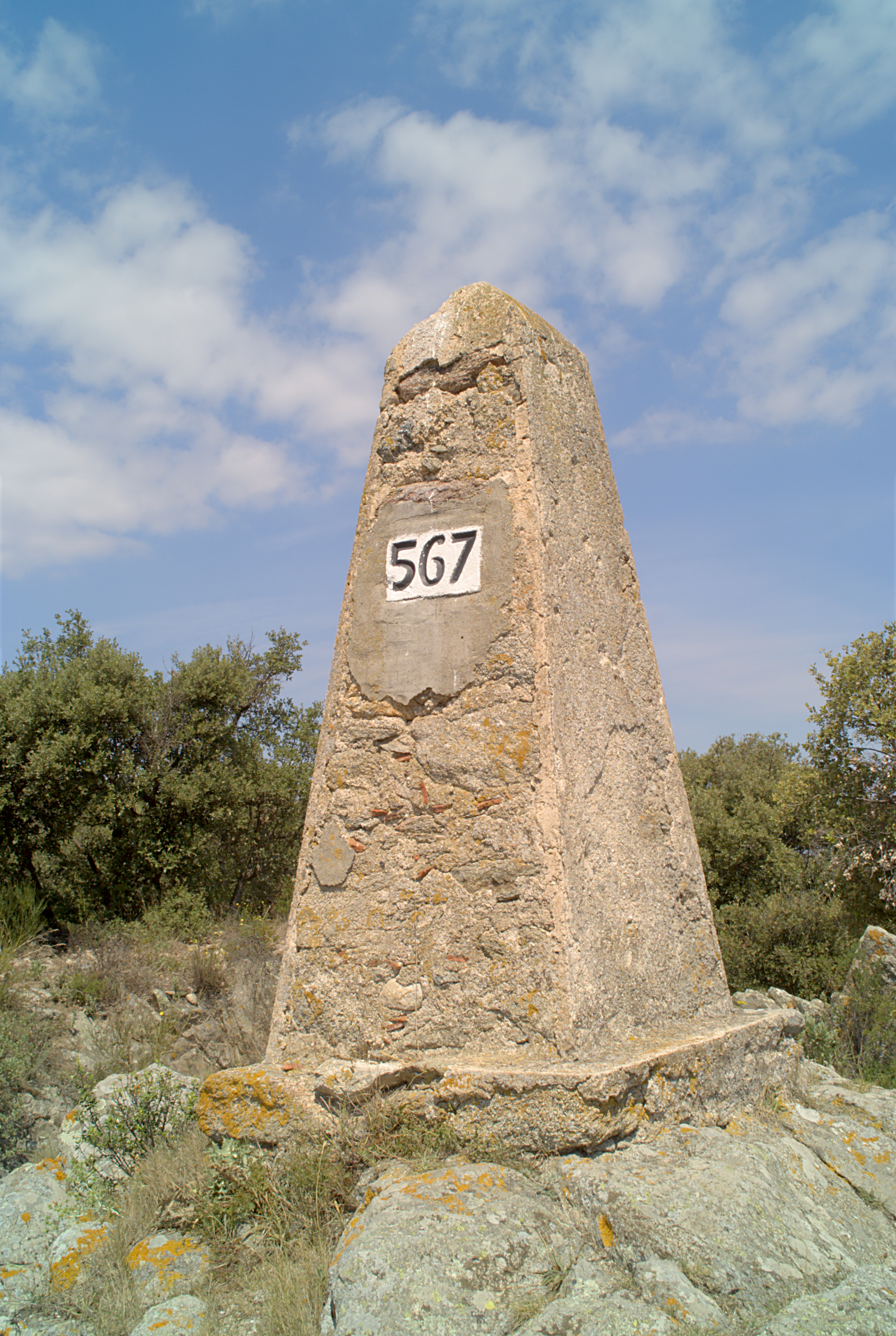
Fita fronterera piramidal

La documentació existent mostra que l'alou de Panissars pertanyia, l'any 878, a Santa Maria d'Arles, i que en aquell moment pertanyia al terme d'Agullana. El 881 Carlemany va confirmar aquesta possessió: in Aguliana, ubi dicitur Pananiares. En una butlla papal del 1011 s'esmenta per primer cop l'església de Santa Maria de Panissars, la qual, segons es llegeix en el document, havia estat fundada sota la protecció del comte de Besalú, Bernat Tallaferro, i de l'abat d'Arles. Per tant, entre l'any 994 i el 1010. Des de la construcció, aquesta església fou beneficiada per diversos senyors dels entorns, tant vallespirencs com rossellonesos i empordanesos, i se'n coneixen possessions a Sales de Llierca, Santa Bàrbara de Pruneres i la Jonquera, on l'església de Sant Martí del Forn del Vidre fou seu d'una filial del priorat de Panissars.
El 1097 passà a ser possessió del monestir de Santa Maria de Ripoll, que hi fundà una institució que tenia funció hospitalera. Des de la formació del Regne de Mallorca, després del 1262, el monestir esdevingué lloc fronterer, paper que no abandonà ja mai més; això provocà que el lloc que ocupava el monestir passés a ser conflictiu en qualsevol contesa bèl·lica, amb pas sovintejat d'exèrcits i establiment d'aquarteraments. A la darreria del segle xvii, el monestir i l'església eren abandonats, fou enderrocat el 1683, i moltes de les pedres van servir per aixecar el castell de Bellaguarda.

## El Priorat
El priorat de Santa Maria de Panissars ocupà tota la plataforma oriental del monument romà existent en aquest lloc, així com part de la mateixa Via Domícia. L'església és a l'extrem nord del conjunt, al seu nord hi havia un petit recinte que en fou el cementiri, i al sud hi havia hagut un petit claustre, a l'entorn del qual hi havia les dependències monacals.
L'església era de tres naus, capçades per un absis únic amb planta de ferradura. Aquest absis queda fora de la plataforma d'origen romà sobre la qual s'assenta l'església; a l'altre extrem, el pòrtic també en quedava fora, i ocupava l'antiga via romana. L'extensió de l'església era d'11,55 metres de llarg per 10,10 d'ample. Sota l'absis hi ha una cripta. La nau principal feia 5,40 metres d'ampla, mentre que les col·laterals en feien menys de la meitat: 2,30. El gruix de les parets era d'un metre i mig. Dos arcs formers per banda comunicaven la nau amb els col·laterals. La planta de l'absis és de ferradura, molt marcada; la cripta, que és l'únic que conserva la coberta, té volta de quart d'esfera.
Malgrat l'avançada destrucció, les excavacions arqueològiques han permès de reconèixer de forma molt completa, les estructures del priorat. Les de l'església recorden molt les de Sant Quintí dels Banys d'Arles, amb la principal diferència que en aquesta darrera església no hi ha cripta.
L'espai claustral tenia forma de quadrat, d'uns onze metres de costat, sense restes de galeries porticades, per la qual cosa es devia tractar senzillament d'un pati entre els edificis del cenobi. Els murs es mantenen en alçades diverses, algunes de les quals arriben als dos metres i mig. No hi ha enlloc restes de la coberta. Al nord del claustre hi ha una estança llarg i estreta, que sembla fruit d'una reforma tardana, i no se'n coneix exactament l'ús. A llevant, una altra estança llarga i més ampla, que conté restes de compartimentació; es pot tractar, per tant, del dormitori monacal. A migdia, les restes mostren l'existència de la cuina amb un parell d'estances auxiliars. A ponent, en part damunt de la via romana, mostra tres estances, on la central és més gran. Podrien tractar-se de la sala capitular i altres dependències de la comunitat.
La major part de l'aparell que correspon al priorat —-és a dir, el que no pertany a època romana— presenten un aparell bastant primitiu, del segle xi, principalment. Només alguns fragments d'aparell del segle xvi o XVII són posteriors, pertanyents als darrers temps d'ocupació dek priorat.
Dins de l'església es van localitzar diversos enterraments, algunes en sepultures tallades a la roca, d'altres en tombes de cista i encara unes altres amb inhumacions simples de fossa. Aquesta necròpolis s'allargassa en el temps des del segle xi fins al segle xvi. En tot el conjunt de ruïnes s'han trobat sitges, set al claustre i d'altres a l'església. Sens dubte, es tracta de restes del poblament anterior a l'existència del priorat.
La cripta conserva restes, molt malmeses, de pintura mural romànica. Pràcticament irrecognoscible, els colors trobats remeten als emprats a Sant Martí de Fenollar i Santa Maria de la Clusa.